# Горный сельсовет (Оренбургская область)
Горный сельсовет — сельское поселение в Оренбургском районе Оренбургской области Российской Федерации.
Административный центр — посёлок Горный.

## История
24 сентября 2004 года в соответствии с законом Оренбургской области № 1472/246-III-ОЗ образовано сельское поселение Горный сельсовет, установлены границы муниципального образования.

## Население
| 2010  | 2012  | 2013  | 2014  | 2015  | 2016  | 2017  |
| ----- | ----- | ----- | ----- | ----- | ----- | ----- |
| 2385  | ↗2413 | ↘2402 | ↗2436 | ↗2458 | ↗2459 | ↘2458 |
| 2018  | 2019  | 2020  | 2021  |       |       |       |
| ↗2463 | ↘2456 | ↘2426 | ↘2408 |       |       |       |

## Состав сельского поселения
| № | Населённый пункт | Тип населённого пункта          | Население |
| - | ---------------- | ------------------------------- | --------- |
| 1 | Горный           | посёлок, административный центр | ↘1094     |
| 2 | Юный             | посёлок                         | ↘1291     |